# Combustore

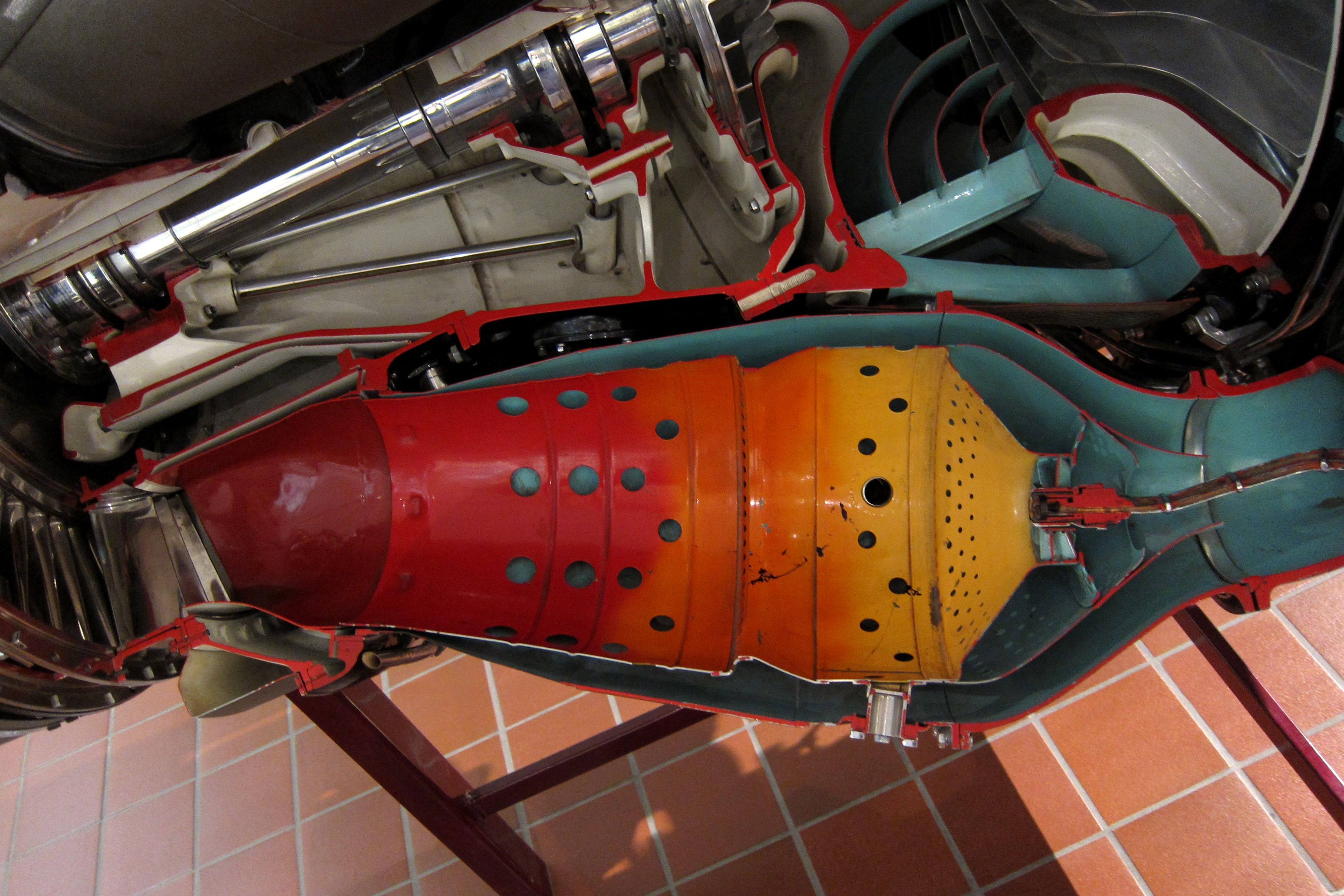
Combustore

Per combustore si intende un sistema atto alla realizzazione della combustione allo scopo di produrre energia sotto forma di calore. Esistono varie tipologie di combustore, a seconda delle caratteristiche del combustibile che può venire utilizzato. In generale le dimensioni della camera regolano:
- L'altezza definisce il tempo di permanenza del combustibile all'interno della camera
- La larghezza è determinata in base a calcoli di natura fluidodinamica, posti ad ottenere una appropriata distribuzione di temperature all'interno della camera di combustione
- La profondità determina generalmente le potenzialità termiche del combustore

## Combustore a letto trascinato
Il combustore a letto trascinato è probabilmente la tipologia di combustore più diffusa attualmente.
La camera di combustione di un combustore a letto trascinato è un prisma a base rettangolare, profondo una decina di metri ed alto un centinaio (nel caso di polverino di carbone). I combustori per olio combustibile sono generalmente caratterizzati da altezze minori.
I sistemi a letto trascinato possono bruciare:
- polverino di carbone (50-200 µm)
- olio combustibile

Le particelle di combustibile vengono immesse, insieme all'aria primaria, da dei bruciatori posti sui lati della camera. Questi bruciatori possono essere posizionati secondo tre differenti schemi:
- single wall: I bruciatori sono posti in fila lungo un unico lato della camera. È il sistema più semplice, adatto anche a combustori di piccole dimensioni, ma genera un campo di temperature fortemente asimmetrico
- opposed walls: I bruciatori sono posti su file contrapposte gli uni di fronte agli altri. Questo sistema consente di ottenere un campo di temperature più uniforme
- tangential: I bruciatori sono posti agli angoli della camera, e immettono il combustibile in modo che il getto risulti tangente ad una circonferenza coassiale con la camera di combustione. Questo sistema, anche se risulta essere il più complesso, permette di ottenere una migliore miscelazione tra l'aria e il combustibile, e un campo di temperature più uniforme

Dal basso viene immessa invece l'aria secondaria, con velocità dell'ordine di 20–30 m/s. Questa aria trascina con sé le particelle di combustibile presenti nella camera (da qui la denominazione "letto trascinato"), portando a tempi di permanenza (e dunque di combustione) compresi tra i 2 e i 4 secondi, e a temperature tipiche che si raggiungono sono comprese tra 1200 e 1700 °C, e sono comunque sempre troppo alte per permettere cineticamente la formazione del solfito e del solfato di calcio: per tale ragione non viene mai realizzato l'abbattimento degli SOx in camera con carbonato di calcio per combustori di questo tipo.

### Letto trascinato solido (DBB)
Le ceneri restano volanti all'interno del combustore con temperature tra i 1200-1400 °C, dovendo essere abbattute all'80% ai precipitatori, con conseguente aumento considerevole delle dimensioni e della manutenzione all'impianto, mentre solo il 20% precipita sul fondo della camera e può essere rimosso meccanicamente

### Letto trascinato fuso (WBB)
Hanno temperature comprese tra 1500-1700 °C: il 50% delle ceneri fonde all'interno del combustore, raccogliendosi sulle pareti e percolano al cono inferiore di uscita, dove alcuni bruciatori le mantengono fluide, quindi scorrono attraverso un anello di raccolta raffreddato ad acqua fino ad un serbatoio in cui vengono miscelate con acqua. I sistemi WBB avranno dunque performance migliori (si potranno raggiungere al loro interno temperature maggiori) ma, poiché devono essere internamente ricoperti di superfici refrattarie, avranno anche costi di realizzazione più alti.